# ゲビル (バンド)
ゲビル（GEVIL）は東京都清瀬市出身のロックバンドである。1997年前身となるバンド「Dars Gevil」を経て2002年7月1日に現在のメンバーとバンド名になる。2006年Krik Yanoプロデュースによりアメリカデビュー。同年ポニーキャニオンよりメジャーデビュー。かつてのコンセプトは「妖怪人生」だったが、2005年からは「祭人生」に変更。
2012年4月1日に活動封印。
2017年6月30日に活動解禁。

## メンバー
- 蛇道広純（じゃどうひろずみ、1978年11月26日 - ）
- 切風鷹力（きるかぜたかりき、1980年12月25日 - ）
- 虎馬クローム（とらうまくろーむ、1978年6月24日 - ）
- 唐獅コウ（からじしこう、1982年7月28日 - ）

## ディスコグラフィー

### シングル
1. だから今夜（2006年11月15日）オビラジRエンディングテーマ
  1. だから今夜
  2. 男道
  3. 渇いた愛に水をくれ!
  4. ミッションインポッシブル/MISSION IMPOSSIBLE
2. WWW～ワールド ワイド ワッショイ～（2007年6月20日）
  1. WWW～ワールド ワイド ワッショイ～
  2. ぱるぱろ
  3. 零々七
  4. 来、来、来

### アルバム
1. 命賭の馬鹿（2001年1月1日）戦頭奇族
  1. 永遠ノ風
  2. 若者ヨ立チ上ガレ！！
  3. 運、命、
  4. 掛狼
  5. 世華ノ火
  6. 朝焼
  7. 東京ダーツ
  8. ALIVE
  9. あめあがり
  10. ムシケラの詞
  11. 日ノ丸の元へ
  12. GOODLUCK
2. 人間修業の刑（2003年1月29日）戦頭奇族
  1. 妖怪天国
  2. 影狼(KAGEROW)
  3. ガラガラフューチャー
  4. スナ・ド・ケイ
  5. 春夏秋冬
  6. ゆりかごの夢
  7. 勇ISAMI唄
3. ゲビル烈伝（2003年10月8日）INFINITE RECORD
  1. 暴言(ライブMC)
  2. 日の丸の元へ
  3. 若者ヨ立チ上ガレ!!
  4. 世華の火
  5. 悪魔～AKUMA～
  6. 朝焼(ディレクターズノーカット)
  7. 東京ダーツ
  8. グットラック(グッと楽苦)
4. 天地夢妖（2004年2月25日）INFINITE RECORD
  1. 唄え!心節
  2. 妖怪人生マッシグラ
  3. 死体泥棒
  4. 個々ニ咲ク華
  5. 銀河の命
  6. 来 来 来
  7. 愛液～ラブローション～
  8. 警告～ワーニング～
  9. 挑戦者～ドリームキャッチャー～
  10. ゲビリズム
5. 祭天國（2005年9月7日）ネオプレックス
  1. 祭天國
  2. 拝啓Zipangソーラン武士
  3. 祭人生マッシグラ
  4. ガラガラフューチャ→
  5. 蟻地獄
  6. ケモノミチ
  7. G・E・V・I・Lサンバ